# Хорхе Моліна Відаль
Хорхе Моліна Відаль (ісп. Jorge Molina, нар. 22 квітня 1982, Алькой, Іспанія) — іспанський футболіст, що виступав на позиції нападника.
Виступав, зокрема, за клуби «Ельче», «Реал Бетіс» та «Хетафе».

## Ігрова кар'єра
Народився 22 квітня 1982 року в місті Алькой. Вихованець футбольної школи клубу «Алькояно». Дорослу футбольну кар'єру розпочав 2005 року в основній команді того ж клубу, в якій провів два сезони, взявши участь в 11 матчах чемпіонату. 
Згодом з 2007 по 2010 рік грав у складі команд клубів «Полідепортіво» та «Ельче».
Своєю грою за останню команду привернув увагу представників тренерського штабу клубу «Реал Бетіс», до складу якого приєднався 2010 року, підписавши чотирирічний контракт.. Відіграв за клуб з Севільї наступні шість сезонів своєї ігрової кар'єри. Більшість часу, проведеного у складі «Реала Бетіс», був основним гравцем атакувальної ланки команди. У складі «Реала Бетіс» був одним з головних бомбардирів команди, провівши за цей час за команду 180 матчів в чемпіонаті (Сегунда/Ла Ліга), в яких відзначився 66 голами.
У 2016 році приєднався до складу «Хетафе», який виступав у Сегунді й у тому ж сезоні підвищився у класі. Надалі провів за клуб три сезони, зігравши за цей час 108 матчів в Ла Лізі, в яких записав записав до свого рахунку 26 м'ячів. 
У 2020 році у 38-річному віці підписав контракт із «Гранадою». 19 грудня 2021 року в матчі 18-го туру проти «Мальорки» 4–1 зробив хет-трик, ставши тим самим найстаршим автором трьох голів за гру в історії Ла Ліги. На той момент йому було 39 років і 241 день.
Моліна завершив кар'єру у 2023 році, провівши майже 800 матчів та забивши понад 300 голів.